# Acid fosfatidic

Structura chimică generală a unui acid fosfatidic

Acizii fosfatidici sunt fosfolipide anionice importante pentru semnalizarea celulară și pentru activarea directă a canalelor ionice legate de lipide. Hidroliza acidului fosfatidic dă naștere la câte o moleculă de glicerol și acid fosforic și două molecule de acizi grași. Acestea constituie aproximativ 0,25% din fosfolipidele din bistratul fosfolipidic.

## Structură
Acidul fosfatidic este alcătuit dintr-o structură de bază de glicerol, având, în general, un acid gras saturat legat de carbonul 1, un acid gras nesaturat legat de carbonul 2 și o grupare fosfat legată de carbonul 3.